# クリオ・キング
クリオ・キング（Cleo King,  1962年8月21日 - ）は、アメリカ合衆国の女優、声優である。

## 来歴
1962年、ミズーリ州・セントルイスに生まれる。7人いる兄弟の末っ子だった。ミズーリ大学を卒業後はニューヨークへ渡り、舞台で経験を積んでいる。1990年代半ばに活動の拠点をロサンゼルスに変え、徐々にテレビや映画などへの出演を増やし、主に脇役としてキャリアを構築。
テレビシリーズ『TVキャスター マーフィー・ブラウン』などを経て、1993年に『私に近い6人の他人』で映画デビュー。その後はコンスタントに出演作を増やしており、ポール・トーマス・アンダーソン監督の群衆ドラマ『マグノリア』やマーティン・ローレンス主演のコメディ映画『ナショナル・セキュリティ』、ニコール・キッドマン主演の『ドッグヴィル』、SF映画『トランスフォーマー/ロストエイジ』などの映画へも出演している。2000年代に入ると準レギュラーとしてテレビドラマへ出演することも多くなり、2010年から放送された『Mike & Molly（原題）』では、お婆ちゃん役で61エピソードに出演した。役柄はそこまで大きくないにせよ数多くの作品に脇役として貢献している女優の一人である。

## 出演作品

### 映画
- 私に近い6人の他人 Six Degrees of Separation (1993)
- ホワイト・ライズ White Lies (1997)
- Touch Me (1997)
- マグノリア Magnolia (1999)
- ロード・トリップ Road Trip (2000)
- ゾルタン★星人 Dude, Where's My Car? (2000)
- バブル・ボーイ Bubble Boy (2001)
- ウェイキン・アップ・イン・リノ Waking Up in Reno (2002)
- ナショナル・セキュリティ National Security (2003)
- ライフ・オブ・デビッド・ゲイル The Life of David Gale (2003)
- ドッグヴィル Dogville (2003)
- がんばれ!ベンチウォーマーズ The Benchwarmers (2006)
- ギャング・オブ・ホラー Hood of Horror (2006)
- ドリームガールズ Dreamgirls (2006)
- Nothing Is Private (2007)
- スモーキング・ハイ Pineapple Express (2008)
- Sex Drive (2008)
- ハングオーバー! 消えた花ムコと史上最悪の二日酔い The Hangover (2009)
- バレンタインデー Valentine's Day (2010)
- Demoted (2011)
- The Obama Effect (2012)
- Just Before I Go (2014)
- トランスフォーマー/ロストエイジ Transformers: Age of Extinction (2014)

### テレビドラマ
- コスビー・ショー The Cosby Show (1988)
- ウェイアンズ兄弟 The Wayans Bros. (1996)
- Hangin' with Mr. Cooper (1997)
- 413 Hope St. (1997)
- Michael Hayes (1998)
- Malcolm & Eddie (1998)
- TVキャスター マーフィー・ブラウン Murphy Brown (1997, 1998)
- ER緊急救命室 ER (2000)
- ボストン・パブリック Boston Public (2001 - 2002)
- Dr.マーク・スローン Diagnosis Murder (2001)
- ギルモア・ガールズ Gilmore Girls (2001)
- NYPDブルー NYPD Blue (2001)
- アリー my Love Ally McBeal (2001)
- チャームド Charmed (2002)
- シックス・フィート・アンダー Six Feet Under (2002)
- フレンズ Friends (2002)
- The Brotherhood of Poland, New Hampshire (2003)
- ザ・ホワイトハウス The West Wing (2004, 2005)
- 名探偵モンク Monk (2005)
- CSI:科学捜査班 CSI: Crime Scene Investigation (2005)
- NCIS 〜ネイビー犯罪捜査班 NCIS: Naval Criminal Investigative Service (2005)
- So Notorious (2006)
- デッドウッド 〜銃とSEXとワイルドタウン Deadwood (2006)
- アグリー・ベティ Ugly Betty (2006)
- NUMBERS 天才数学者の事件ファイル Numb3rs (2006)
- LOST Lost (2007)
- BONES Bones (2007)
- 弁護士イーライのふしぎな日常 Eli Stone (2008)
- サンズ・オブ・アナーキー Sons of Anarchy (2009)
- Mike & Molly (2010 - 2016)
- It's Always Sunny in Philadelphia (2010)
- Jennifer Falls (2014)
- New Girl / ダサかわ女子と三銃士 New Girl (2014)
- ヤング・シェルドン Young Sheldon (2018)

### テレビアニメ
- アメリカン・ダッド American Dad! (2010)
- ファミリー・ガイ Family Guy (2012)